# 信陵镇
信陵镇，是中华人民共和国湖北省恩施土家族苗族自治州巴东县下辖的一个乡镇级行政单位。

## 行政区划
信陵镇下辖以下地区：
西壤坡社区、云沱社区、北土坡社区、大坪社区、黄土坡社区、红石梁社区、荷花村、水聚坪村、黄家湾村、将军山村、土店子村、三朝观村、金竹园村、中元子村、青岭村、高阳村、老屋场村、青山村和火焰石村。